# Presa Vicente Guerrero
La Presa Vicente Guerrero o también conocida como la Presa Las Adjuntas, es una presa ubicada en Padilla, Tamaulipas, su embalse es el sexto mayor de México con una capacidad de albergar 3,900 hectómetros cúbicos de agua, estas abarcando una superficie aproximada de 39,000 hectáreas, su uso primordial es contener las crecidas de los ríos Purificación y Corona, así como para la práctica de la pesca deportiva. Bajo sus aguas yacen los restos de la antigua población Padilla donde en el año 1824 fue fusilado el  Emperador Agustín de Iturbide.